# Aron Epstein

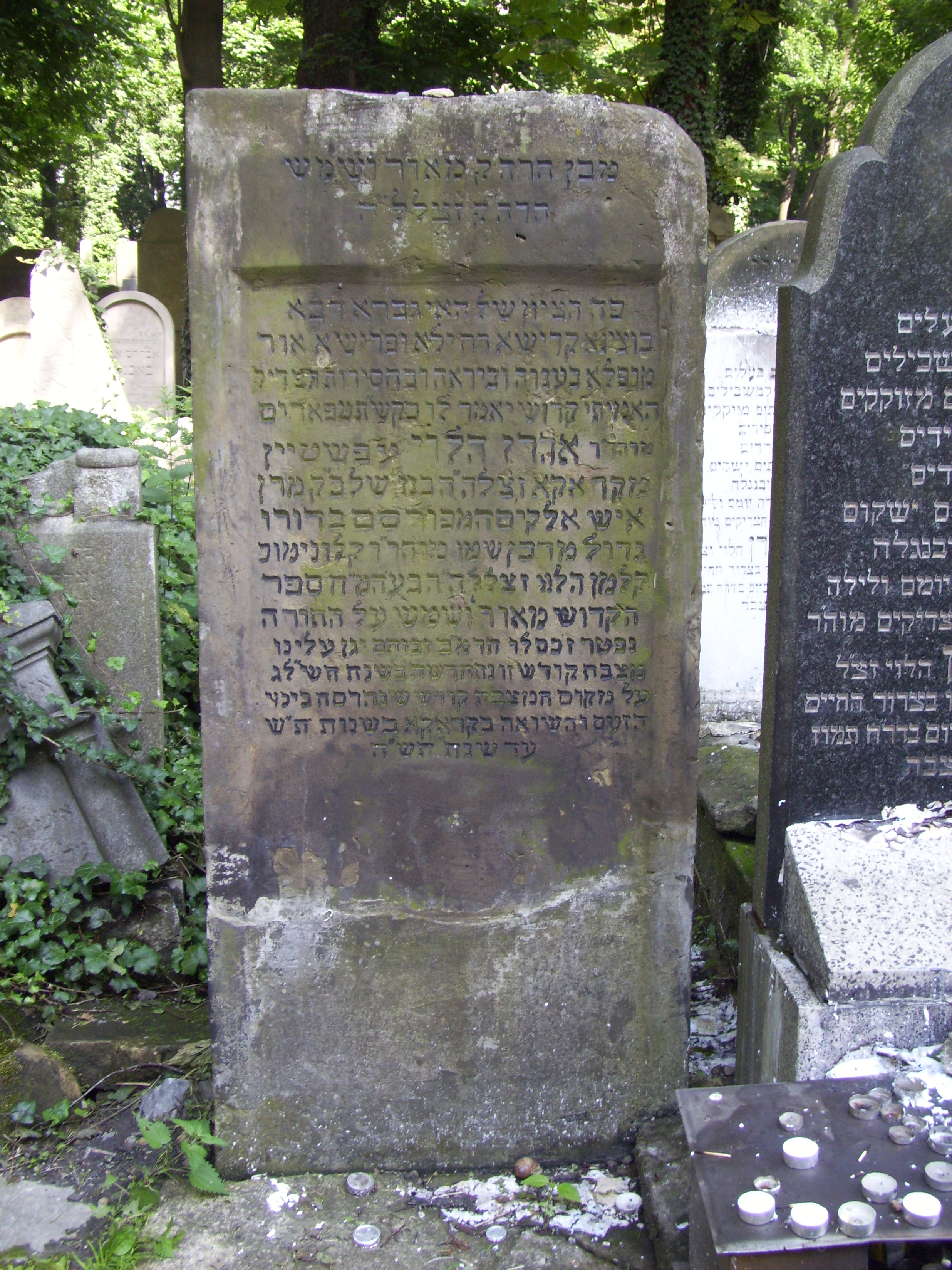
Grób Arona Epsteina na nowym cmentarzu żydowskim w Krakowie

Aron ha-lewi Epstein (hebr. אהרן הלוי עפשטיין; zm. 29 listopada 1881 w Krakowie) – rabin, drugi cadyk krakowski.
Był synem cadyka Kalonimusa Kalmana Epsteina (1754–1823) i zięciem Jakuba Izaaka Horowica z Lublina (1745–1815). W 1815 przy ulicy Józefa założył pierwszą chasydzką bożnicę w Krakowie zwaną Reb Arons Klaus. Jako cadyk aktywnie rozszerzał działalność ojca. Nie miał dzieci.
Zmarł w Krakowie. Jest pochowany na nowym cmentarzu żydowskim przy ulicy Miodowej. Jego macewa została zniszczona podczas II wojny światowej. W 1973 wystawiono nowy nagrobek wykonany z piaskowca.